# Gammarella amikai
Gammarella amikai är en kräftdjursart som först beskrevs av J. L. Barnard 1970.  Gammarella amikai ingår i släktet Gammarella och familjen Melitidae. Inga underarter finns listade i Catalogue of Life.